# 區域反射療法

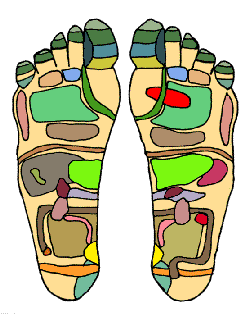
腳底反射區，區域反射的一個例子，在腳底的每個部位都對應到某個特定的身體器官，或身體區域。

反射學/反射療法，也稱為區帶療法，在台灣曾有腳底按摩之稱，是一種替代療法，乃以拇指、手指和手部對腳和手的特定部位施加壓力，以達疼痛緩解或健康促進之目的。它是一種偽科學，稱身體有一種"區域及其反射區之系統"，據稱身體器官能反映在腳和手之上，於是，對腳和手的這種按壓會反射導致相關身體部位發生物理變化。
沒有任何令人信服的科學證據表明此法有任何效果。

## 定義
反射學（英語：Reflexology）或譯為「反射療法」，在 Cochrane Collaboration的一項綜述中定義如下：“反射療法是輕柔地操作或按壓腳的某些部位，以便在身體其他部位產生療效。”
澳大利亞政府衛生部將反射療法定義為“一種施加壓力的系統，通常施加在腳上，從業者認為，這種壓力可以刺激能量並在導致疼痛或疾病的特定區域釋放‘阻塞’。”

## 反射區
先用一條假想的中線，把人體從中間切開，再把人體直接投影到手部及足部，以找出反射區(但頸部以上左右交叉，即左腦反應在右腳，右腦反應在左腳)。治療者再以手或器具按壓特定反射區，來達到治療效果。

## 歷史
類似反射療法的做法可能在以前的歷史時期就已存在。類似的做法在中國和埃及的歷史中都有記載。
以中國為例，古代黄帝内经“足心篇”之“观趾法”(一种诊疗方法)；隋朝高僧所撰《摩河止观》之“意守足”(常擦足心，能治多种疾病)；汉代神医华佗著于《华佗秘笈》之“足心道”(意即足底的学问)，司马迁《史记》之“俞跗用足治病”(“俞”通“愈”，跗指足背)。
从拥有两千多年历史的中医经络学说的角度，更能说明双脚与全身的密切关系。经络学说认为：双足通过经络系统与全身各脏腑之间密切相连，构成了足与全身的统一性。人体十二正经中，有六条经脉即足三阴经和足三阳经分布到足部。足部为足三阴经之始，足三阳经之终。这六条经脉又与手之三阳经、三阴经相连属，循行全身。奇经八脉的阴跷脉、阳跷脉、阴维脉、阳维脉，也都起于足部，冲脉有分支到足部，从而加强了足部与全身组织、器官的联系。因此， 脏腑功能的变化都能反映到足部上来。
現代反射療法於1913年由耳鼻喉專家菲茨杰拉德 (William H. Fitzgerald, M.D.,1872–1942) 和Edwin F. Bowers引入美國。菲茨杰拉德聲稱施加壓力在反射區對身體的其他部位有麻醉作用。此法在1930年代和1940年代由護士和物理治療師英哈姆 (Eunice D. Ingham, 1889–1974) 加以改良。英哈姆聲稱腳和手特別敏感，並將整個身體映射到腳上的“反射區”上，重新命名為反射學“區帶療法”。“現代反射學家便是使用英哈姆的方法，或反射學家勞拉·諾曼 (Laura Norman) 所開發的類似技術。”
英哈姆《足的故事》专门介绍了“足部按摩疗法”。一九七五年，瑞士玛鲁卡多《足部反射疗法》，从学术上总结了人类关于足部反射区的自然疗法。一九八五年，英国现代医学协会正式将足部按摩方法定为“现代医学健康法”，明确了更高的医学地位。一九八九年，美国加州召开了“足部反射疗法大会”。

## 影響
2015 年，澳洲政府衛生部公佈了對另類療法的審查結果，旨在確定是否有任何另類療法適合納入醫療保險範圍。反射療法是 17 種經過評估缺乏有效性證據的療法之一。因此將反射療法列為不符合保險範圍，並表示此「確保納稅人的錢得到適當使用，而不是用於缺乏證據的療法」。
一項 2009年 隨機對照試驗系統性回顧和 2011年的跟進評論結論：『對任何疾病沒有足夠的證據可以支持反射療法。』 ，「迄今為止，所有證據並不能令人相信對任何疾病，反射療法是有效的。」
英國癌症研究中心結論說「沒有科學證據證明反射療法可以治癒或預防任何疾病，包括癌症」。

### 耳針療法
法國醫師以區域反射療法的原理，將嬰兒身體投影到耳朵上，找出耳部反射區，建立耳針療法。

### 腳底按摩
因著吳若石神父外國神父的身分，加上警察廣播電臺主播李文的宣傳，在台灣各處開始流行。

### 全息生物學
張穎清的全息生物學理論給予了鄭英吉教授說理的依據。
方舟子評論全息生物學說
所謂“全息生物學”，或“生物全息律”，“全息胚學說”，張穎清杜撰了“全息胚”、“全息元”的名詞，牽強附會地想要解釋幾乎一切生物現象，囊括所有生物學學科。在生物學界被公認為偽科學。以英文譯名在生物醫學期刊資料庫進行檢索，不能找到任何一篇有關全息生物學的論文。张颖清发明生物全息电图诊断仪在手上扫描一次只需15秒钟，就可以诊断全身有无疾病和患病的部位，等于快速地做了一次全身体格检查。只有20世紀80年代「氣功大師」可以媲美。為世界醫學帶來重大的革命，我看獲得十個諾貝爾醫學獎都夠了。

鄒承魯評論全息生物學說被科學界認定為偽科學。

張穎清推銷的全息電圖診斷儀號稱能在15秒查出人體哪裡有毛病，卻沒能查出自己的病。張穎清於2004年病重不治去世恰證明了他自己的研究是偽科學。在支持張穎清的幾個人看來，張穎清是中國有望獲得諾貝爾醫學獎的天才。他曾三度受邀前往瑞典，為有諾貝爾獎評審權的教授作報告。諾獎委員會醫學及生理學組秘書澄清，張不是應邀報告，而是由使館推薦，與會者多為華人留學生，連會議室也是私人借來的。委員會沒有推薦他為諾獎候選人的意思。